# Locomotiva DR 252
Le locomotive 252 erano una serie di locomotive elettriche progettate della Deutsche Reichsbahn per il traino di treni passeggeri e merci sulle linee della rete, integrando e sostituendo le locomotive 250; era prevista anche una versione a 25 kV per il servizio sulla Rübelandbahn dove le locomotive 251 non erano più sufficienti.
Nel 1991 furono costruiti 4 prototipi, ma a causa della riduzione del traffico ferroviario conseguente alla riunificazione tedesca le macchine di serie non furono più costruite, anche perché le Deutsche Bundesbahn della Germania Ovest avevano appena fatto costruire le locomotive 120, più efficienti grazie all'azionamento trifase.
Nel 1994, con l'incorporazione della DR nella nuova DB, le unità costruite assunsero il numero di gruppo 156. Nel 2003 vennero vendute alla società privata Mitteldeutsche Eisenbahn (MEG), che effettua treni merci, e presso cui assunsero i numeri 801 ÷ 804.